# Louis-Philippe Loncke
Louis-Philippe Loncke (ur. 3 marca 1977 w Mouscron) – belgijski badacz, podróżnik i mówca motywacyjny. W 2008 roku jako pierwszy przeszedł pieszo z północy na południe przez środek geograficzny Pustyni Simpsona.

## Wczesne lata życia i wykształcenie
Loncke urodził się w Mouscron w Belgii, w rodzinie producentów mebli. Studiował inżynierię w Brukseli na uniwersytecie ECAM, następnie zarządzanie przemysłowe na KULeuven i zarządzanie środkami pieniężnymi w Wyższej Szkole Zarządzania w Antwerpii.

## Kariera

### Konsultant do spraw zarządzania[2]
Loncke rozpoczął swoją karierę jako kierownik logistyki. Od 1999 roku zdobył doświadczenie na różnych stanowiskach w ponad 10 korporacjach a od roku 2007 pracuje jako doradca do spraw zarządzania, głównie w zakresie IT. Umiejętności zdobyte w trudnym świecie korporacji pomagają mu sprawnie planować swoje ekspedycje. Loncke jest również fotografem, pozycjonuje strony internetowe oraz zajmuje się marketingiem i komunikacją. Od 2006 roku działa jako wolontariusz w organizacji pozarządowej Art in All of us, gdzie w 2010 został wybrany członkiem zarządu.

### Podróżnik i badacz
Loncke rozpoczął samotne podróże w 2000 roku. W 2002 został wysłany służbowo do Singapuru, gdzie nauczył się nurkować. Aby spełnić się w tej pasji, w latach 2004-2005, przez rok podróżował po Oceanii. Wtedy też rozpoczął piesze wędrówki oraz poznawał opowieści o podróżnikach i badaczach. Sam zaczął się interesować wyprawami po obejrzeniu sławnego fimu Alone across Australia (Samotnie przez Australię), zaś po powrocie do Belgii poznał autora i podróżnika Sylvaina Tesson, który zachęcił go do kontynuowania tej pasji. Louis-Philippe w 2006 roku wyruszył ponownie do Australii, by zacząć pierwszą ze swoich trzech ekspedycji.
Jego pierwsze samotne przejście przez Rezerwat Przyrody Tasmania stało się niewątpliwie najbardziej epicką ze wszystkich trzech wypraw i przyniosło my pierwszych sponsorów oraz uznanie pośród australijskich badaczy. Po roku w Australii znów powrócił do Belgii i rozpoczął planowanie kolejnych ekspedycji – pierwszą z nich stała się próba przejścia najdłuższą trasą przez Pustynię Simpsona.
Loncke organizuje również wypracy dobroczynne i medialne, między innymi degustację czekolady na Mount Everest. W lipcu 2010 r. przebył Islandię z północy na południe, a jego parodia promocyjnego video Islandii stała się viralem na wyspie. Loncke już zapowiedział powrót na Islandię, aby spróbować przebyć tę samą trasę zimą.
Obie wyprawy, na Islandię oraz na Pustynię Simpsona, stały się częścią programu naukowego paryskiego MSH Stress and decision taking in extreme environment (Stres i podejmowanie decyzji w ekstremalnych warunkach).

## Wyprawy

### Pierwsze samotne wyprawy
- 2006 – Samotne przejście przez West MacDonnell National Park[7]
- 2006 – Samotny trawers przez Wielką Wyspę Piaszczystą
- 2007 – Samodzielne przejście przez Rezerwat Przyrody Tasmanian Wilderness
- 2008 – Samodzielne przejście przez Pustynię Simpsona z północy na południe przez środek pustyni[8][9].
- 2010 – Samotny trawers Islandii latem[10][11]
- 2012 – Podróż przez Polskę od najwyższego szczytu (Rysy) do Morza Bałtyckiego, przy użyciu wyłącznie środków transportu napędzanych siłą mięśni, głównie kajakiem po Wiśle.

### Ekspedycje kulturalne i charytatywne
- 2009 – Ekspedycja Chocolate Sherpa[12]
- 2011 – Opłynięcie kajakiem belgijskich dróg wodnych w ramach wyprawy BelgiKayak[13][14].

## Nagrody i wyróżnienia

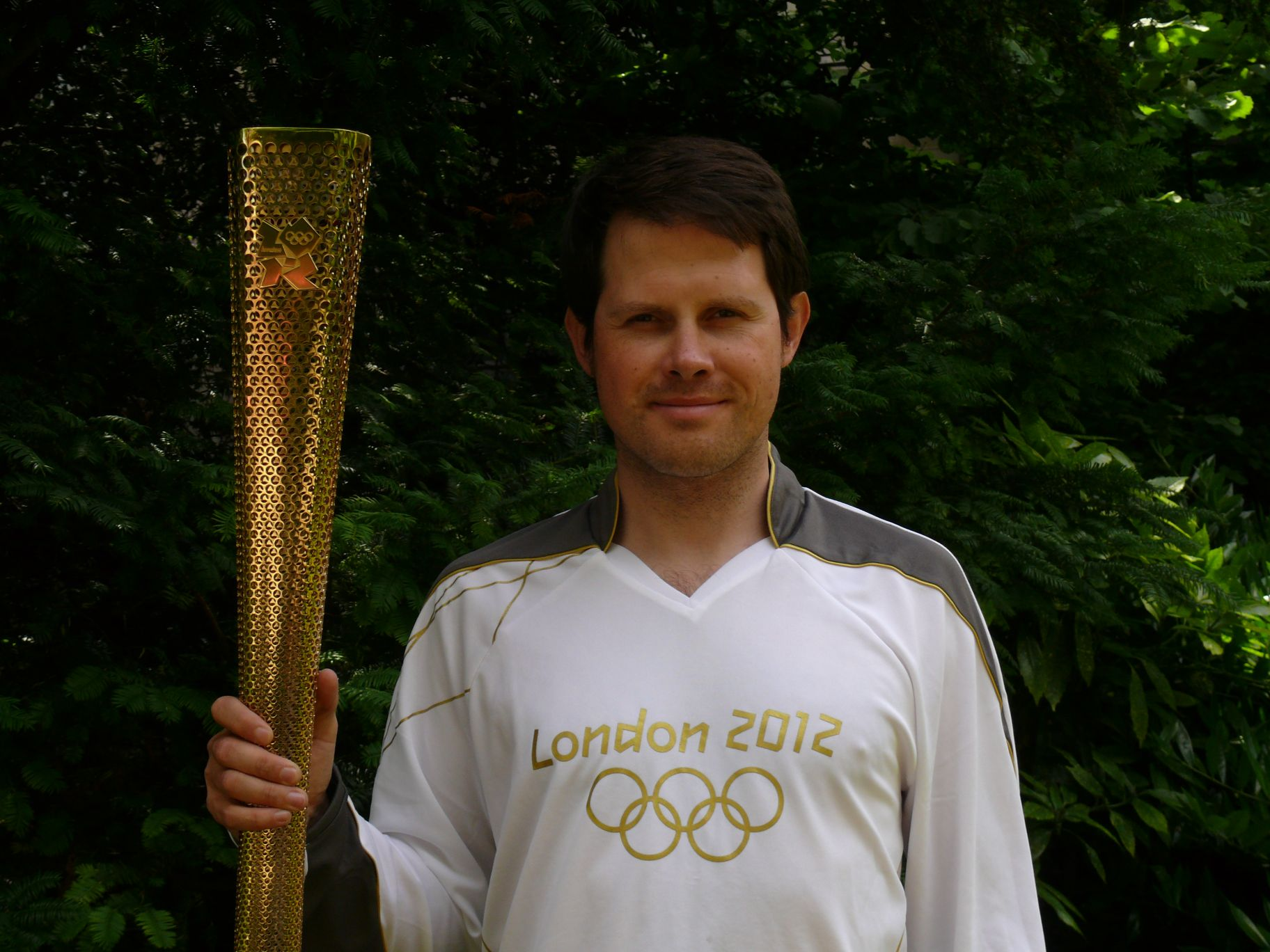
Louis-Philippe Loncke (2012)

- W 2009, został uznany za młody talent roku przez Baillis of Mouscron[15] by the Baillis of Mouscron.
- Magazyn Outer Edge w swojej edycji Luty–Marzec 2011 uznał trawers przez Pustynię Simpsona za jedną w 10 najważniejszych australijskich ekspedycji[16].
- W 2010 roku został członkiem The Explorers Club[17]
- Członek Fellow of the Royal Geographic Society od 2011 roku
- We wrześniu 2011 r. Jane Goodall Institute Belgium mianował go  ambasadorem Roots and Shoots
- Wybrany przez LOCOG (Londyński Komitet Organizacyjny Igrzysk Olimpijskich i Paraolimpijskich 2012) do niesienia Płomienia Olimpijskiego w Choppington 15 czerwca 2012[18].